# Guillermo Villarroel
Guillermo Villarroel († 23. August 2015) war ein chilenischer Fußballspieler. Der Stürmer wurde 1956 Torschützenkönig der chilenischen Primera División.

## Karriere
Über die Karriere von Guillermo Villarroel ist bekannt, dass er 1954 von der Reservemannschaft des CSD Colo-Colo in die Profimannschaft befördert wurde. Nach zwei Jahren wechselte er auf Leihbasis zum CD O’Higgins, wo er in der Saison 1956 mit 19 Toren Torschützenkönig der Primera División wurde. Anschließend kehrte er zu Colo-Colo zurück und beendete nach der Saison 1957 seine Karriere.

## Auszeichnungen
- Torschützenkönig der Primera División: 1956